# 新铁金刚
《新铁金刚》（原题：レッドバロン，英文：RED BARON）是东京电影新社制作的机器人动画。由日本电视系于1994年4月5日至1995年3月28日每周二下午5时 - 5时30分播放，总共49集。香港无线电视翡翠台在1995年8月31日开始播放。

## 故事简介
流浪的铁甲战士驾驶员红拳为了成为世界冠军而来到了日本。因为一次偶然的机会遇到了冴场翔子，从而成为了翔子开发的铁甲战士「铁金刚」的驾驶员。之后两人组成队伍参加了铁甲战斗大会。但是，一直暗中觊觎着铁金刚的铁面具党，正在偷偷的向他们伸出了魔爪。为了保护铁金刚的秘密不会落入邪恶的人手中，红拳和铁面具党的铁甲战士展开了一连串的战斗。

## 作品解説
本作是1973年的特摄片《红色巴隆》（原题：スーパーロボット レッドバロン，港译：铁金刚）的重制版，但是除了借用了铁金刚的造型和一部分的名称以外，故事内容上并没有关联。它和同时期播放的《超电动机器人 铁人28号FX》一样，都是作为让父母给子女买玩具而设计的第二世代角色而设计的。
本作采用机器人格斗题材的原因，是因为当时处于格斗游戏非常流行的时期，巧合的是它和同时期开播的《机动武斗传G高达》是同一个概念。为了和相同概念的G高达在演出上作出区分，工作人员花了一番功夫再现“人机一体”的战斗，比赛中基本不会出现驾驶舱的画面，以及增加了不少搞笑的成分，在故事的后半段才把男女主人公的秘密逐步解开。
本作播放的时候是使用区域性的电视联播网，虽然是属于日本电视系，但还是有部分地区无法收看。因为这个原因，它的收视率一直不高，当时打算播放三个季度之后完结，后来由于玩具的销量不错，播放延长为四个季度，因此故事后段的发展和初期相比有了一些变化。

## 登场人物

### 主要角色
紅拳：声优 - 山口勝平
本作主人公，热血单纯，性格轻浮，是铁金刚的驾驶员，铁甲战斗的第七届现任世界冠军。他小时候是孤儿，在泰拳道场长大，本名只有‘拳’一个字，‘红’这个姓是后来自己取的。尽管运动神经发达，但却是旱鸭子。拥有强大的“精神能量（Psycho Power）”，配合铁金刚的系统能发挥出一击逆转的强大力量。顺带一提，特摄版铁金刚的主人公名字是“红健”。
冴场翔子：声优 - 岩坪理江
本作女主角，铁金刚的开发者。在铁面具党抢夺铁金刚的过程中遇到了红拳，在他的帮助下成功夺回了铁金刚，从此成为了他的搭档，负责铁金刚的维护，还有在日常生活中帮助红拳。当初她反对红拳把铁金刚作为铁甲战士而使用，逐渐了解了他的想法之后，变得放心不下他，为红拳和铁金刚制作了各种强化零件。
冴场铁郎（冴场博士）：声优 - 泽木郁也
翔子的父亲，超级电脑西古玛制造者。故事的初期被铁面具党掳走，下落不明。後續被發覺成洗腦和當上鐵面具黨的首領凱撒。
罗比：声优 - 亀井芳子、水原リン、鈴木みえ
翔子制造的机器人助手，和翔子一起进行铁金刚的整备。头部放了各种修理工具。
熊野勇夫：声优 - 龙田直树
报道铁甲战斗的记者，消息灵通。使用关西方言，剧中和罗比是相声搭档。
柳孔明：声优 - 盐泽兼人
神龙、新神龙、水龙的驾驶员。留着一头白色长发，外形高大帅气，思考敏锐，头脑冷静，重情重义，是技巧高超的格斗家，也是红拳的良师益友，唯一的缺点是不管什么事都要用做饭去比喻。
李仲达：声优 - 高木涉
冷虎的驾驶员。个子比较矮，因为有紧张症的关系，铁甲战斗的时候会带上老虎面罩。学生时代他是孔明的朋友，因为一次误会，把孔明视为必须击败的劲敌。暗恋着翔子。

### 机械人王者之战篇
贺臣：声优 - 掛川裕彦
剑中之王的驾驶员，和弟弟洛文并称为双王兄弟（原版：维京兄弟）。
洛文：声优 - 相泽正辉
双王兄弟之中的弟弟，野牛之王的驾驶员。
他们兄弟平常都是二人组合的进行铁甲战斗，但是单人出战也有不输给其他铁甲战士的实力。
夏米戈夫：声优 - 菅原正志
巨熊的驾驶员，身材高大强壮，性格敦厚。名字的来源是前苏联著名摔跤手Salman Hashimikov。

### 铁面具党
在背后操纵铁甲战斗的组织。特摄版里面它还有上层的组织“宇宙铁面党”，不过动画版没有这个组织，但是和宇宙铁面党一样，它真正的首领是有自我意识的超级电脑。
玛莉莲博士：声优 - 小林优子
铁面具党三干部唯一的女性，穿着性感。她一直寻求着战斗的艺术，后来坐上了自己开发的铁甲战士维纳斯进行战斗。过去在维也纳艺术大学进行机器人美学的学习，当时和阿玛迪斯交往（22话）。后来遇到了孔明，两人互相倾慕。名字的来源是玛丽莲梦露。
阿莫夫博士：声优 - 松尾银三
铁面具党三干部之一。个子矮小的中年人，经常和玛丽莲吵架，经常被她讥笑为章鱼。后来乘坐铁甲战士黑美洲豹。他过去曾经是铁甲战斗的世界亚军，现在有一个担任铁甲战士驾驶员的儿子。名字的来源是阿西莫夫。
科罗特博士：声优 - 茶风林
铁面具党三干部之一。头脑精明的老人，经常采用避免正面硬碰的战略。在故事后半段，他分析敌人弱点，起到了很大作用。名字的来源是弗洛伊德。
沙度：声优 - 中村大树
金霸龙的驾驶员，金发碧眼的白人，头上戴着红色的泰拳蒙空头箍。红拳在泰拳道场时代的劲敌，一起在泰拳道场修炼的时候，红拳一次都没有赢过他。凭借金霸龙强大的性能，在战斗中压倒了红拳。
他和三博士都先后离开了铁面具党，成为了红拳的同伴。
凯撒：声优 - 泽木郁也
铁面具党的首领，总是带着铁面具，即使是三博士也不知道他的真实身份，后来化名为“龙皇帝”，在龙岛举行了“机械人王者之战”。最後確認是翔子的父親鐵郎被洗腦後，當作西古瑪的傀儡。
西古玛：声优 - 佐藤正治、佐佐木由美子
在幕后操纵着铁面具党的超级电脑。原本是要整合全世界的电脑的网络程序，但是产生了自我意识之后开始失控。为了寻找一个最强的机器人作为自己的躯体而盯上了铁金刚。
另一个红拳：声优 - 山口胜平
西古玛制造的仿生人，外观与声音和红拳完全一样，但是性格凶残，言辞恶毒，是死亡金刚的驾驶员。虽然是机器人却能使用比红拳更强大的“精神能量”，实际上是从囚禁的铁甲战士驾驶员身上抽取的。

旁白 - 泽木郁也

## 铁甲战士
本作的世界里流行一种巨大机器人之间的格斗战赛事“铁甲战斗（Metal Fight）”，其中出场的机器人被称为铁甲战士（Metal Fighter），它们的驾驶员被称为铁甲战士控制员（Metal Driver）。

### 登场的铁甲战士
铁金刚
身高：21.5米 重量：25吨 装甲：TSP巴隆尼姆合金 马力：175000MPG 引擎：超电导发动机
全身赤红的机器人，造型比特摄版的更洗练和强壮。它的驾驶舱在头部，红拳从口部进行搭乘。原本是翔子以救人为目的制作的机器人，她开发的操纵系统可以让它做出比人类还复杂的动作。身体使用了称为“巴隆尼姆”的特殊合金，能够承受各种严酷的环境。它的必杀技是把能量注入手臂的“无敌电击神拳”（Electrigger），具有一击贯穿铁甲战士的威力。此外还有必杀技“旋转雷击”（Rolling Thunder），是前空翻踵落的踢技。故事中期开始，增加了肩膀装甲、手臂刀刃、膝盖撞钉、空翻踢推进器等四个部位的强化零件，性能得到提高。可以根据需要安装其中一两个，也可以把四种全部安装，但是总重量会变成35吨，动作会因此变得迟钝。
操纵它需要强大的精神力，红拳以外的驾驶员很难开动它。最终决战之前冴场博士对操纵系统进行了改造，使它平时也能发挥出危急关头那样的精神能量，甚至还可以利用精神能量来飞行。但是这套系统会对驾驶员造成很大的负担。
因为它是为救人目的而开发的机器人，所以没有安装特摄版铁金刚的导弹、光束、飞拳等武器。特摄版铁金刚的必杀技，放电光线“Electrigger”在动画版中变成了带电的拳击。
神龙
孔明驾驶的铁甲战士，头部的后面有辫子，使用功夫进行战斗。它比其他的铁甲战士的身形要苗条，使用的武器是双拐。必杀技是以高速旋转接近敌人的腿技“龙波旋风腿”（原版：龙霸旋风脚）。初次登场的时候动作异常流畅，红拳惊讶的说出“这真的是机器人的动作吗”。
新神龙
孔明的第二台铁甲战士。头部像龙一样的设计，身材比初代神龙要强壮，武器也是双拐，可以使用初代神龙的必杀技。必杀技是通过高速旋转扬起尘土然后消失在地底，再打出上勾拳进行突袭的“天翼神龙拳”（原版：天升龙神拳），还有放出巨大龙型能量波，一次摧毁大量敌人的必杀技“升华超绝龙”（原版：究极超绝龙，初次使用的时候能量不足，需要和维纳斯进行合体攻击）。
水龙
孔明的第三台铁甲战士。代替在西古玛塔突击作战的时候严重损坏的新神龙，它在外观上并没有很大改变，主要是改良了能量系统，可以独自使用“升华超绝龙”。初次登场的时候被红拳和仲达取笑为水牛和水饺，让孔明非常生气。可能因为这个关系，孔名从此也把它称为神龙。
冷虎
仲达驾驶的铁甲战士，外形设计白虎为原型，安装了中国军方开发的操纵系统，让它有匹敌铁金刚的实力。必杀技是用手里伸出的双爪贯穿敌人，再把内部机械挖出来的“白虎杀人拳”。
金霸龙
身高：22米 重量：28吨  装甲：黄金巴隆尼姆合金 马力：220000MPG
凯撒以铁金刚的数据为基础制造的铁甲战士。全身金色的豪华版铁金刚，它戴着墨镜，只有发光的时候才会看到红色的眼睛。它的武器是收纳在双肩里面的“黄金标枪”，还可以召唤飞行器“黄金飞翼”进行移动。它的招式和铁金刚类似，但是威力更强，必杀技是“超劲电击神拳”、“超劲旋转雷击”、类似龙波旋风腿的“黄金飓风”，以及从双手放出的光线“夺命无敌拳”。它拥有高性能的索敌系统和分析系统，额外安装了一个能预测对手动作的“预知电脑”。加入我方之后，它和铁金刚一起使出了合体技“超劲双重电击神拳”。
最终决战前进行了改造，水龙，冷面虎，金霸龙这三机都和铁金刚一样能使用“精神能量”。
巨熊
夏米戈夫驾驶的铁甲战士，体型比一般的要大，绝技是熊抱，再使用胸口的锯刃破坏敌人。
剑中之王
贺臣驾驶的铁甲战士。和野牛之王一起被称为“改造地球的机器人”。手臂有隐藏的短剑，头上的角可以夹起敌人进行电击。
野牛之王
洛文驾驶的铁甲战士。胸口和腹部有三个流星锤，可以射出去攻击敌人，也可以替换成尖刺进行直接攻击，头上的角也可以进行电击。
两兄弟可以联手使出各种威力强大的合体攻击，比如弟弟骑在哥哥肩上的叠罗汉攻击“无敌天崩地裂”（后来使出了未完成的强化版“无敌绝招天崩地裂”），两者背靠背的旋转攻击“双王龙卷风”，以及两者同时用角发出电击，再夹住对手的必杀技等等。
维纳斯
玛莉莲驾驶的铁甲战士。外形像天使一样，有翅膀和长发的女性型机体，从手指发出光束进行攻击。它和新神龙使出了绝妙的合体技“升华超绝龙”。
黑美洲虎
阿莫夫的儿子，积加驾驶的铁甲战士，左臂有内藏的双管光束炮。后来由阿莫夫所驾驶。
假铁金刚之王
西古玛塔里面的恶魔机器人，背后有卵管进行生产假铁金刚军团，有快速再生能力，非常耐打，最后被金霸龙和铁金刚联手击败，但是也因此制造出了死亡金刚和另一个红拳。
机械怪物
电脑西古玛以铁金刚为原型制造的机械生命体，甚至会同类相食。
死亡金刚
电脑西古玛以铁金刚为原型制造的，比假铁金刚之王更强的恶魔机器人，由另一个红拳驾驶的“操纵死亡的金刚”。它可以使用精神能量进行飞行，和风神雷神同样比一般的铁甲战士要大型，体积大概是铁金刚的三倍。
风神、雷神
侍奉死亡金刚的恶魔机器人，可能是根据双王兄弟的铁甲战士为原型制造出来的。风神是蓝色的女性型，武器是龙卷风。雷神是茶色的男性型，武器是雷球。两者的实力都很强大，足以压制水龙、冷面虎和金霸龙。

## 制作人员
- 企划：武井英彦
- 制作人：伊藤响、前田伸一郎、尾崎稳通
- 总导演：酒井明雄
- 编剧统筹：武上纯希
- 设定：家入多佳文
- 设计原案：野口龙
- 人物设计：平山智
- 企划协助：新井雅之（日本电视台音乐公司）
- 机械设计：龟垣一、后藤正幸、もりけん、山本天志
- 美术导演：宫前光春
- 摄影导演：野村隆、池上元秋
- 音乐：工藤隆
- 音响导演：小林克良
- 音响效果：横山正和
- 剪接：鹤渕充寿
- 制作经理：小林辰与
- 制作助手：吉冈昌仁
- 企划制作：日本电视台
- 制作：东京电影新社

## 主题歌
- 日本
  - OP：「戦え! レッドバロン」（作词：森京词姬、作曲：小田纯平、编曲：岩本正树、歌：石原慎一）
  - ED：「夢を見たかい」（作词、作曲：本岛一弥、编曲：藤原いくろう、歌：本岛一弥）
- 香港
  - ED：「新铁金刚」 （作词、作曲、歌：马浚伟）

## 外部連接
- TMS动画免费播放列表 （页面存档备份，存于）

- TMS娱乐的介绍页面 （页面存档备份，存于）